# 조진숙
조진숙(1968년 8월 28일 ~ )은 대한민국의 성우로, 1990년 한국방송 성우극회 공채 22기로 입사했다.

## 주요 출연작품

### 애니메이션
- 쌍둥이 맑음 (카툰 네트워크) - 진수
- 어벤져스 (디즈니) - 블랙위도우
- 스파이더맨 (디즈니) - 화이트 타이거
- 벤과홀리의 리틀킹덤 (중앙TV) - 시슬왕비
- 검정고무신 (KBS) - 영일이
- 4차원 탐정 똘비 (KBS) - 러브러브
- 검비의 모험 (투니버스) - 포키
- 고스트 바둑왕 (KBS) - 강재현
- 꼬꼬마 꿈동산 (KBS) - 하후 세나
- 꾸러기 마녀 노노 (투니버스) - 티티
- 듀얼 마스터즈 (SBS) - 나나
- 디지몬 세이버즈 (대원방송) - 한지호
- 디지몬 어드벤처: (대원방송) - 할매몬
- 마이크로맨 (KBS) - 또마 / 아덴 퍼플
- 마하특급 델타트레인 (KBS) - 새미나
- 몬스터 트럭 메테오 (EBS) - 삐뽀
- 미아 앤 미 (KBS) - 미아
- 배트맨 (카툰 네트워크) - 캣우먼
- 버츄어 파이터 (어린이TV) - 이사벨 하워
- 볼츠와 블립 (KBS) - 세이디
- 브리스톨 탐험대 (KBS) - 쿨캣
- 브링큰 (재능TV) - 도니
- 사우루스 팡팡 (KBS) - 새촘이
- 스타 워즈: 클론 전쟁 (카툰 네트워크)
- 스페릭스 (KBS) - 니크
- 어리 이야기 (KBS) - 잉키
- 아랑전설 (VIDEO) - 어린카린 & 관람하는 여자

- 엘리먼트 헌터 (KBS) - 앤 카라스
- 윙스 클럽 - 레일라
- 은하공주 디지캐럿 (KBS) - 푸치
- 피니와 퍼브 (디즈니) - 린다 플린, 발지트, 스테이시, 바네사
  - 마일로 머피의 법칙 (디즈니) - 발지트
- 재키 찬 어드벤처 (KBS) - 바이퍼
- 진 샤프트 (애니맥스) - 베아트리체 라티오
- 출동! 메가트레인 (KBS) - 날쌩이
- 크러시기어 (KBS) - 전진
- 키오카 (KBS) - 샐리
- 타잔 (KBS) - 어린 텐터
- 탐정소녀 킴파서블 (KBS) - 쉬고
- 탑블레이드 V (SBS) - 한솔미
- 팽이대전 G블레이드 (SBS) - 한솔미
- 포요포요 관찰일기 (재능TV) - 이수지
- 학교유령 (투니버스) - 명주 / 여학생

### 애니메이션 영화
- 셀림의 선물 (KBS)
- 엘시드 (KBS) - 히메나

### 극장용 애니메이션
- 고스트 메신저 - 원천강이
- 공주와 개구리 - 티아나의 친구
- 라푼젤 - 마을 여자 아이
- 몬스터 대학교 - 그레이브 / 로즈
- 백조공주 - 스피드
- 아나스타샤 - 소피집 하녀
- 아이스 에이지 4: 대륙 이동설 - 암컷 맘모스
- 팅커벨 - 로제타
- 몬스터 하우스 - 지
- 아더와 미니모이 - 셀레니아
- 카 - 손님
- 호튼 - 새
- 피니와 퍼브 무비: 캔디스, 우주에 맞서다 (디즈니+) - 린다 플린

### 외화
- 닥터 후 (KBS) - 마사 (프리마 아기에먼)
- 셜록 시즌 3 (KBS) - 여자 감시관
- 신드바드 (KBS) - 날라 (에스텔라 대니얼스)
- 수퍼 소닉 3 - 캡틴 록웰 (크리스틴 리터)
- 어글리 베티 (KBS) - 어맨다 (베키 뉴턴)
- 찰리 제이드 (KBS) - 케이티
- 최후의 카테고리 7(KBS) - 브리짓(린디 부스)
- 커맨더 인 치프 (KBS) - 에이미 (자스민 제시카 안소니)
- 토치우드 (KBS) - 자넷(시에라 페이튼)
- 프라이미벌 - 원시의 습격 (KBS) - 애비 (해나 스피어릿)
- 한나의 선택 (KBS) - 폴린느

### 영화
- 007 살인번호 (KBS) - 사진 기사(마르게리테 르워스) / 통신 요원(돌로레스 케터)
- 5일의 마중 (KBS) - 주임(정가려)
- 6번째 날 (KBS) - 클라라 (테일러 앤 레이드)
- 7월 4일생 (KBS) - 수잔 (앤 바비)
- 8인: 최후의 결사단 (KBS) - 월여 (판빙빙)
- 결전 (KBS) - 엽자정의 동료(첨소남)
- 그날 하루 (KBS) - 블라드 (루이스 뒤솔)
- 그녀에게(KBS) - 간호사(롤라 두에냐스)
- 그래도 베니스가 좋다 (SBS)
- 낫씽 엘스 (KBS) - 사치 (아델 조던)
- 낫씽 투 루즈 (KBS)
- 내 마음의 수호천사 (KBS) - 낸시 (슈머 스템퍼)
- 뉴욕 아이 러브 유 (KBS) - 작업녀 (매기 큐)
- 달은 어디에 떠 있는가 (KBS) - 코니 (루비 모레노)
- 대부 2 (KBS) - 프레도의 내연녀(마리아나 힐)
- 대사건 (KBS) - 기자(리만분)
- 덤 앤 더머 (KBS) - 매리 (로런 홀리)
- 데이라이트 (KBS) - 라토냐(트리나 맥기)
- 델리카트슨 사람들 (KBS) - 클라펫의 애인(카랭 비아르)
- 동물 구조대 사바나 원정기 (EBS) - 타피 (모니크 반 데르 베르프)
- 라카와나 블루스 (KBS) - 에일린 (카먼 이조고)
- 러시아워 2 (SBS) - 마사지 업소 직원(엘리자베스 앤와이스) / 케니의 아내(오드리 쿽)
- 레알 (SBS) - 사유카(아리 오오타)
- 레인저 스카우트 (KBS)
- 리멤버 타이탄 (KBS) - 엠마 (케이트 보스워스)
- 마니 (KBS) - 제시 (킴벌리 벡)
- 마이너리티 리포트 (KBS) - 아가사 (서맨사 모턴)
- 매치스틱 맨 (SBS) - 가구점 직원(모네 마이켈) / 전화 음성 / 공항 안내 방송
- 백 투 더 퓨처 2 (KBS) - 경찰(스테파니 E. 윌리엄스)
- 보리밭을 흔드는 바람 (KBS) - 베르나데트(메리 머피)
- 봉쥬르 무슈 슐로미 (KBS)
- 브라더스 (KBS) - 카밀라 (레베카 로그스트럽)
- 블러프 (KBS) - 알렉산드라 (카롤리나 고메즈)
- 비욘드 랭군 (KBS)
- 비투스 (KBS) - 이자벨 (크리스티나 리코와)
- 빌리 베스게이트 (KBS)
- 사이즈의 문제 (KBS) - 디나
- 섀도우 (KBS) - 고다나 (필라레타 아타나소바)
- 솔저 (SBS)
- 쉬즈 올 댓 (KBS)
- 슈팅 라이크 베컴 (SBS) - 핑키 (아치 판자비)
- 스타쉽 트루퍼스 (KBS) - 카르멘 (데니즈 리처즈)
- 스트리트 파이터 (KBS) - 춘리 (밍나 원)
- 스파이더맨 (KBS) - 오스코프사 직원(K. K. 도즈) / 견학 설명원(우나 데이먼) / 메리 제인의 친구
- 시티 오브 엔젤 (KBS) - 메신져의 딸(투디 로체) / 수잔(사라 댐프)
- 신 정무문 2 (SBS) - 아민(장민)
- 써클 (SBS) - 파리 (페레스테 사드르 오르파니)
- 양가휘의 굿바이 차이나 (KBS) - 제니 초이
- 언터처블: 1%의 우정 (KBS) - 엘리사 (알바 가이아 벨루지) / 미나(압사 투레)
- 에드 우드 (KBS) - 로레타 킹 (줄리엣 랜도)
- 엑소시즘 (KBS)
- 엘리트 스쿼드 (KBS) - 로잔느(마리아 히베이루)
- 열혈남아 (KBS) - 마벨(황앵)
- 워터 디바이너 (KBS) - 오르한 (딜런 게오르기아데스)
- 웨어 더 머니 이즈 (KBS) - 코니(제인 이스트우드)
- 음식남녀 (KBS) - 가령의 친구(전위) / 금영의 딸(당어영)
- 이지 라이더 (KBS) - 메리 (토니 바질)
- 이클립스 (KBS) - 제인 (다코타 패닝)
- 인공지능 하우스 (KBS) - 거윈(라퀠 보든)
- 잉글리쉬 페이션트 (KBS) - 잰 (리사 레포-마르텔)
- 재회 (KBS)
- 차이라이 미녀특공대 (KBS) - 아이비
- 착신아리 파이널 (KBS) - 미노리(아사쿠라 에리카)
- 천국의 책방 - 연화 (KBS) - 카페 주인(와니부치 히루코)
- 천룡팔부 (SBS) - 이창해(임청하)
- 첨밀밀 (KBS) - 개란(미셸 가브리엘)
- 청혼 (KBS) - 스테이시 (레베카 크로스)
- 초연 (KBS) - 조미나
- 타이타닉 (KBS) - 트루디 (에이미 가이파)
- 튜니티라 불러다오 (KBS) - 농부의 아내(다나 기아)
- 티파니에서 아침을 (KBS) - 홀리의 초대 손님(조안 스탤리)
- 파이널 디씨전 (KBS) - 낸시(말라 메이플스)
- 퍼펙트 크라임 (KBS) - 엘레나(몬체 모스타자) / 로르데스의 동생(알리시아 알바레즈)
- 페어런트 트랩 (KBS)
- 프로텍터 (KBS) - 사리
- 프리쳐스 와이프 (KBS) - 하킴 (윌리엄 제임스 스티거스 주니어)
- 해리포터와 혼혈 왕자 - 벨라트릭스 (헬레나 본햄 카터)
- 형사 가제트 (KBS)

### 게임
- 디지몬 마스터즈 - 한지호
- 여걸이 되자 - 김희진
- 데드러스 인카운터 - 에리얼(티아 카레레)
- 가디언 테일즈 - 비앙카
- 미소녀 닌자 모험기 시리즈 - 메베
- 월드 오브 워크래프트
- 이리너

### 방송
- 바니와 친구들 (KBS) - 베이비밥
- 핌블핌블 (KBS) - 아로
- 꼬마 요리사 (EBS)
- 만들어 볼까요 (EBS)
- 수수께끼 블루 (KBS)
- 10대 세상! 내일이 보여요 (MBC)
- 천하무적 야구단 (KBS)
- 좋은 친구들 (SBS)
- 세이 세이 세이 (SBS)
- 좋은 아침 (SBS)
- 트라이앵글 퀴즈쇼 (TBN)
- 우리 집 주치의 (EBS)
- 최고의 요리비결 (EBS)
- 살림의 여왕 (EBS)